# モビラ
モビラとは、株式会社エフティコミュニケーションズのサービスの一つで初期登録をすれば日本の携帯電話から実質一律1分20円でほぼ世界中の国々に固定電話、携帯電話宛て問わず通話ができる国際電話サービスである。ただし、PHSの番号での登録はできない。

## サービス内容
初期費用のみ個人契約の場合は4200円、法人契約の場合は6300円掛かるが、1時間コース1260円～10時間コース12600円（毎月の基本料）までのコースが存在する。自分が選んだコースの時間を超えた場合は1分40円で課金される。ただし、法人契約の場合は10時間コースのみの契約になる。

## 通話方法
海外通話宛ての場合
- 0074612 - 国番号 - 相手先番号（0から始まる場合は、0を入れない）
- 0074611 - 国番号 - 相手先番号（0から始まる場合は、0を入れない）

国内通話宛の場合
- 0074612 - 相手先番号
- 0074611 - 相手先番号

※"0074612"は個人契約の場合で、"0074611"は法人契約の場合である。ただし、海外からの通話は不可能である（あくまでも国内発信のみ）。